# Свети Архангел Михаил (Лавчани)
Вижте пояснителната страница за други значения на Свети Архангел Михаил.
„Свети Архангел Михаил“ (на македонска литературна норма: „Свети Архангел Михаил“) е възрожденска църква в кичевското село Лавчани, Северна Македония. Църквата е част от Кичевското архиерейско наместничество на Дебърско-Кичевската епархия на Македонската православна църква – Охридска архиепископия.
Църквата е гробищен храм, разположена в южната част на селото. Изградена е в началото на XIX век. Фреските и иконите на иконостаса са дело на известния зограф Кузман Макриев от Галичник. Автор на иконостаса, владишкия трон и амвона в църквата е Тодор Петков (1886 – 1887).